# Lasianthus furcatus
Lasianthus furcatus är en måreväxtart som först beskrevs av Friedrich Anton Wilhelm Miquel, och fick sitt nu gällande namn av Cornelis Eliza Bertus Bremekamp. Lasianthus furcatus ingår i släktet Lasianthus och familjen måreväxter. Inga underarter finns listade i Catalogue of Life.